# Conflans-sur-Anille

Conflans-sur-Anille este o comună în departamentul Sarthe, Franța. În 2009 avea o populație de 571 de locuitori.